# Mollisquama
Genre
Mollisquama est un genre de requins de la famille des Dalatiidae.

## Liste des espèces
Selon World Register of Marine Species (30 mai 2024) :
- Mollisquama mississippiensis Grace, Doosey, Denton, Naylor, Bart & Maisey, 2019
- Mollisquama parini Dolganov, 1984 - espèce type

## Classification
Le nom valide complet (avec auteur) de ce taxon est Mollisquama Dolganov (d), 1984.

### Étymologie
Le nom générique, Mollisquama, dérive du latin mollis, « mou, molle », et squama, « écaille », et fait référence à leurs écailles molles, ce qui semble être un cas unique pour des requins. 

### Publication originale
- (ru + en) V. N. Dolganov, « A new shark from the family Squalidae caught on the Naska submarine ridge », Zoologicheskii Zhurnal, Russie, vol. 63, no 10,‎ 1984, p. 1589-1591 (ISSN 0044-5134).